# Цагу (Бистрица-Насауд)
Цагу (рум. Țagu) насеље је у Румунији у округу Бистрица-Насауд у општини Будешти. Oпштина се налази на надморској висини од 350 m.

## Становништво
Према подацима из 2002. године у насељу је живело 692 становника.

### Попис2002.
| Расподела становништва по националности 2002.‍ | Расподела становништва по националности 2002.‍ | Расподела становништва по националности 2002.‍ | Расподела становништва по националности 2002.‍ | Расподела становништва по националности 2002.‍ |
| --------------------------------------------- | --------------------------------------------- | --------------------------------------------- | --------------------------------------------- | --------------------------------------------- |
|                                               |                                               |                                               |                                               |                                               |
| Румуни                                        | Румуни                                        |                                               | 604                                           | 87,3%                                         |
| Мађари                                        | Мађари                                        |                                               | 16                                            | 2,3%                                          |
| Роми                                          | Роми                                          |                                               | 72                                            | 10,4%                                         |